# Gobioides peruanus
Gobioides peruanus é uma espécie de peixe da família Gobiidae e da ordem Perciformes.

## Morfologia
- Os machos podem atingir 45 cm de comprimento total.
- Número de vértebras: 27.[4][5]

## Habitat
É um peixe de clima tropical (22 °C-28 °C) e demersal.

## Distribuição geográfica
É encontrado no Oceano Pacífico oriental: desde o sul do México até ao norte do Peru.

## Observações
É inofensivo para os humanos.